# Джеферсън (окръг, Кентъки)
Вижте пояснителната страница за други населени места с името Джеферсън.
Окръг Джеферсън (на английски: Jefferson County) е окръг в щата Кентъки, Съединени американски щати. Площта му е 1033 km², а населението – 721 594 души. Административен център е град Луисвил.